# استجرود
استجرود، روستایی از توابع بخش بالاولایت شهرستان باخرز در استان خراسان رضوی ایران است.

## جمعیت
این روستا در دهستان بالاولایت قرار دارد و براساس سرشماری مرکز آمار ایران در سال ۱۳۸۵، جمعیت آن ۷۳۱ نفر (۱۴۷خانوار) بوده‌است.